# Himertosoma rufipes
Himertosoma rufipes là một loài tò vò trong họ Ichneumonidae.